# Gleichstellungs-Controlling
Gleichstellungs-Controlling (GSC) ist ein Instrument, das die Anliegen der Gleichstellung langfristig, nachhaltig und umfassend in der Organisation verankert, sowohl intern (gleichstellungsgerechte Personalpolitik) als auch gegen außen (gleichstellungsgerechte Produkte, Dienstleistungen). Es basiert auf dem Konzept des Gender-Mainstreaming und ist in diesem Sinne eine so genannte Top-down-Strategie, das heißt, es funktioniert in der Hierarchie von oben nach unten. Es benutzt die vorhandenen Managementinstrumente und -prozesse, um die Organisation mit Gleichstellungszielen zu durchdringen. Es ergänzt das Projektdenken im Gleichstellungsbereich durch den selbstverständlichen Einbezug in die institutionalisierte Planungs- und Steuerungspraxis im Unternehmen oder in der Verwaltung. Das Instrument wurde mit Unterstützung des Eidgenössischen Büros für die Gleichstellung von Frau und Mann (siehe Finanzhilfen nach Gleichstellungsgesetz) in der Schweiz entwickelt und in Pilotunternehmen implementiert.

## Definition
Gleichstellungs-Controlling ist die Integration von Gleichstellungszielen in die routinemäßigen Planungs- und Steuerungsprozesse einer Organisation. Damit wird Gleichstellung als Querschnittsaufgabe verankert und die Umsetzungsverantwortung den Führungskräften und Entscheidungsträgerinnen und -trägern übertragen.

## Gesamtprozess
Nach einer Analyse/Diagnose der zentralen Verbesserungspotenziale verabschiedet die oberste Führung bzw. die Geschäftsleitung strategische Ziele im Bereich der Gleichstellung. Die dafür notwendigen Daten und Kennzahlen werden im Zuge eines permanenten Monitoring beobachtet. Im Rahmen der normalen Zielvereinbarungs-Prozesse werden top-down mit den Führungskräften Jahresziele vereinbart, die dazu beitragen, die strategischen Gleichstellungsziele zu erreichen. Die Führungskräfte wählen die passenden Maßnahmen aus, setzen diese um und überprüfen ihre Wirksamkeit und damit die Erreichung der Jahresziele mit Hilfe von regelmäßigen Erfolgskontrollen/Reportings. Die Zielerreichung oder Nichterreichung hat Konsequenzen (z. B. Auswirkungen auf den Bonus).

## Rollenwandel
Im Unterschied zu anderen Gleichstellungsbemühungen ist beim Gleichstellungs-Controlling die Verantwortung für die Umsetzung der Gleichstellung bei den einzelnen Führungskräften selbst und nicht bei einer Gleichstellungsbeauftragten. Damit findet ein Rollenwandel statt: Die Gleichstellungsbeauftragten werden zu Fachpersonen für Genderfragen und damit zu Beratern und Beraterinnen der Führungskräfte in Sachen Gleichstellung. Sie sorgen für Ergebnistransparenz, indem sie den Führungskräften regelmäßig Reportings zum Stand der Zielerreichung zur Verfügung stellen („Führungscockpit Gleichstellung“). Die Führungskräfte werden zu den eigentlichen Umsetzern und Umsetzerinnen von Gleichstellung.

## Zielsetzungen
Wenn von Gleichstellungszielen in der Arbeitswelt die Rede ist, denken die meisten Menschen zunächst an Frauenquoten – zum Beispiel im Kader – oder im weiteren Sinne an personalpolitische Ziele und Maßnahmen. Der Personalbereich hat in den letzten Jahren auch die meisten Fortschritte bezüglich Gendersensibilität und konkreter Umsetzungsinstrumente gemacht. Für eine umfassende Umsetzung der Gleichstellung ist es aber ebenso wichtig, die eigentliche Geschäftstätigkeit genderkritisch unter die Lupe zu nehmen. Besonders wichtig ist, die Produkte und Dienstleistungen im Hinblick auf ihre Bedeutung für das Geschlechterverhältnis zu untersuchen und anzupassen. Insbesondere hier kann der Einbezug der Genderperspektive zu einer Horizonterweiterung führen und damit die Qualität und die Innovationsmöglichkeiten erhöhen. Im Gleichstellungs-Controlling können auch organisationsübergreifende Ziele vereinbart werden. Diese betreffen meist die Struktur oder die Kultur einer Organisation und sollen diese langfristig verändern.

## Gender-Mainstreaming und Gleichstellungs-Controlling
Gleichstellungs-Controlling basiert auf dem Gender-Mainstreaming-Ansatz. Dieser beinhaltet, dass die Geschlechterdimension in alle unternehmensbezogenen Strategie, Strukturen und in Planungs- und Steuerungsprozessen integriert wird und Vorhaben so ausgestaltet werden, dass sie der Gleichstellung von Frau und Mann förderlich sind. Dieser Ansatz wird mit dem Steuerungsinstrument Controlling (Planung, Zielbestimmung, Steuerung) verbunden. Gleichstellungs-Controlling setzt die Verantwortungsübernahme der obersten Führung des Unternehmens voraus. Damit das Instrument erfolgreich eingesetzt werden kann, braucht es weiter ein zielorientiertes Führungsinstrument, beispielsweise Management by Objectives.

## Management by Objectives im Gleichstellungs-Controlling
Für das Gleichstellungs-Controlling ist es entscheidend, Ziele mess- und überprüfbar zu formulieren. Sie müssen für die jeweilige Stelleninhaberin oder den jeweiligen Stelleninhaber verantwortungsgerecht sein, also im Rahmen ihrer oder seiner Kompetenzen beeinflusst werden können. Durch klare Zielformulierungen kommt es auch zu einer starken Fokussierung der Gleichstellungsbemühungen. Es geht darum, wenige Ziele konsequent umzusetzen statt viele Projekte gleichzeitig zu verfolgen, sich so zu verzetteln und Energie zu verlieren. Im Rahmen eines MBO-Prozesses lassen sich Gleichstellungsziele problemlos integrieren.
Grundsätzlich ist es denkbar, Gleichstellungsanliegen in die meisten Managementkonzepte und -modelle zu integrieren. Geeignet sind alle zielorientierten Managementinstrumente wie z. B. New Public Management, Qualitätsmanagementkonzepte oder die Balanced Scorecard.

## Hauptaufgaben der Gleichstellungs-Controllerin/des Gleichstellungs-Controller
Controlling ist eine nicht-delegierbare Führungsaufgabe. Die Resultats- und damit die Controlling-Verantwortung liegt ganz allein bei den Führungskräften. Der gleichen Logik folgt auch das Gleichstellungs-Controlling. Die Führungskräfte sind für die Erreichung der Gleichstellungsziele verantwortlich. Die Gleichstellungs-Controllerin bzw. der Gleichstellungs-Controller haben folgende Hauptaufgaben:
- Gewährleisten der Ergebnistransparenz durch aktuelle Reportings
- Beratung der Führungskräfte in Sachen Gleichstellung (Coaching, Schulung)
- Mitgestalten bei der Integration von Zielvorgaben in die Zielkataloge der Führungskräfte
- Unterstützung bei der Auswahl der Maßnahmen
- Aufbau von Planungs- und Steuerungssystemen für ein Gleichstellungs-Controlling (Reportings, Standortbestimmungen, Maßnahmenevaluation etc.)
- Regelverantwortung bezüglich einheitlicher Begriffe und Richtlinien

Die Verantwortungsübernahme durch die Führungskräfte gelingt nur, wenn diese über genügend Genderkompetenz verfügen oder sich diese aneignen können (z. B. durch Schulungen). Gleichstellungs-Controlling ist deshalb vor allem für Unternehmen geeignet, in denen bereits eine gewisse (gut ausbaubare) Sensibilität für die Geschlechterdimension vorhanden ist.